# Isaac Attie
Isaac Sassón Attie Farghi (Damasco, 1 de octubre de 1894 – Tarija, 11 de diciembre de 1968) fue un ciudadano de origen sirio que desempeñó un papel destacado en el desarrollo urbano y social de la ciudad de Tarija, Bolivia, a lo largo del siglo XX. De profesión técnico forestal y comerciante de formación, se estableció en Tarija en 1914, donde desempeñó diversos cargos públicos, incluido el de alcalde municipal en varias gestiones. Durante su mandato impulsó obras de infraestructura urbana, iniciativas educativas, culturales y ambientales, dejando una huella perdurable en la configuración moderna de la ciudad.

## Biografía
Isaac Attie Farghi nació el 1 de octubre de 1894 en Damasco, Siria, en el seno de una familia judía. Realizó sus estudios superiores en el instituto francés Hautes Études, donde obtuvo el título de técnico forestal. En 1914 emigró a Sudamérica, desembarcando primero en el puerto de Buenos Aires. Tres años después, en 1917, se estableció en la ciudad de Tarija, Bolivia, donde residiría hasta su fallecimiento el 11 de diciembre de 1968.
Conocido popularmente como “el turco rubio”, debido a su apariencia física, inició su actividad económica como comerciante con la tienda llamada “Attié Hermanos”, empresa dirigida junto a sus hermanos Elías y Jacques. A lo largo de su vida se destacó también como políglota, hablando árabe, hebreo, francés, inglés y castellano, lo que le permitió gestionar apoyos e intercambios con el extranjero.
Contrajo matrimonio con Laura Katram y tuvo tres hijos nacidos en Tarija: Yolanda, Elsa y Sassy. A lo largo de su vida, Isaac Attie se involucró activamente en instituciones sociales, ambientales y culturales, además de ocupar funciones públicas, entre ellas la presidencia del Concejo Municipal (1933–1937) y la alcaldía de Tarija en varias oportunidades durante un lapso de 12 años.

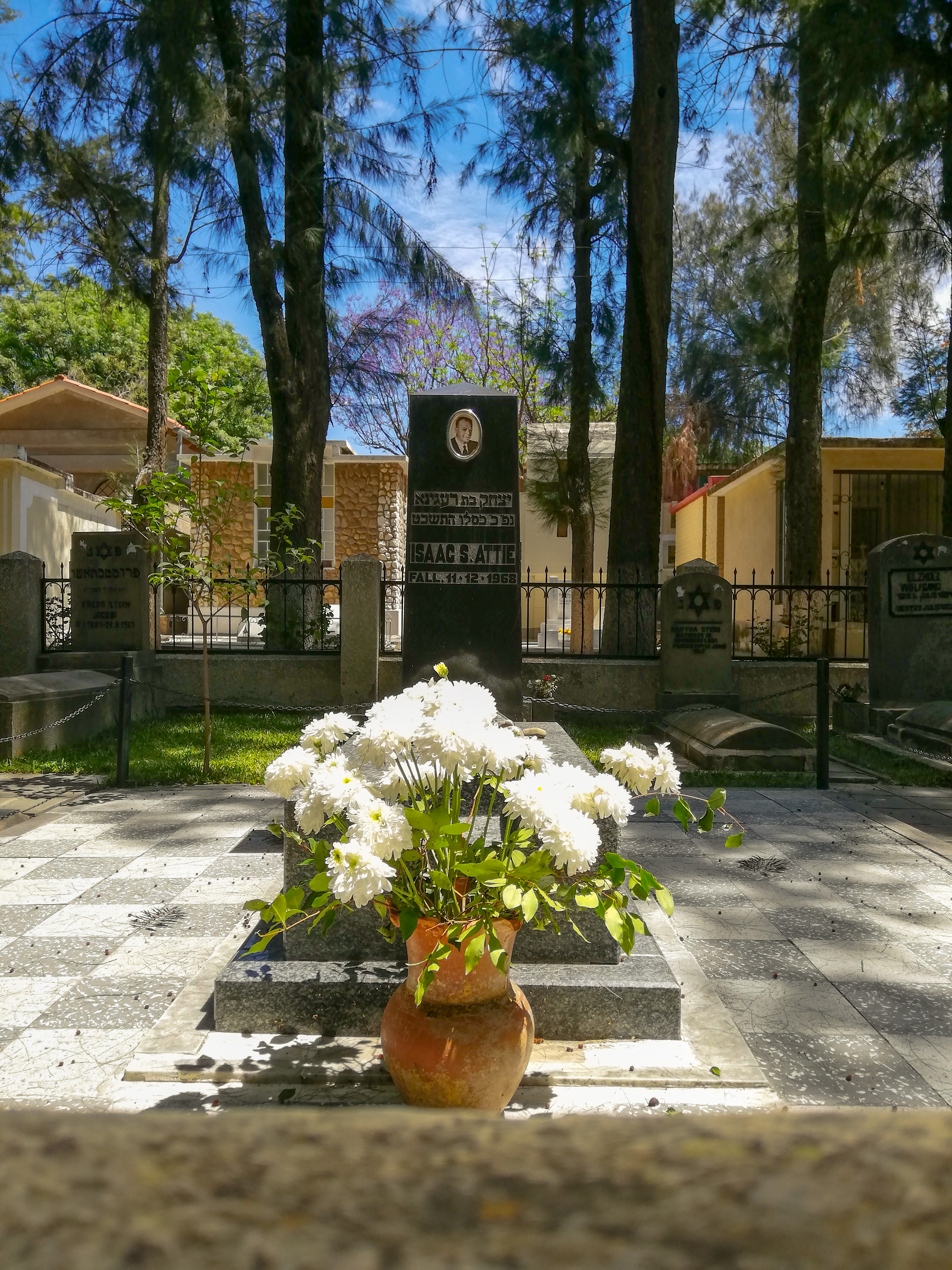
Tumba de Isaac Attié, ubicada en el Cementerio General de Tarija, señalizada como sitio de interés histórico por su legado como alcalde y promotor del desarrollo urbano y cultural de la ciudad.

## Legado y obras
Durante sus gestiones municipales, Isaac Attie impulsó una serie de obras de infraestructura y servicios públicos que transformaron la ciudad de Tarija. Entre ellas destacan:
- Infraestructura urbana: Construcción del nuevo Cementerio General en el barrio San Roque, el Palacio Consistorial (actual sede de la alcaldía), el Palacio de Justicia, el nuevo Mercado Central en la calle Sucre, la red de alcantarillado sanitario, la avenida Domingo Paz y chalets municipales.
- Educación y cultura: Fundó la Biblioteca y Museo Municipal, que actualmente alberga el Museo Nacional Paleontológico-Arqueológico de Tarija. En 1952 instauró el desayuno escolar, programa que continúa vigente. También donó libros y mobiliario para la biblioteca pública de la ciudad.
- Salud y medioambiente: Fue impulsor de obras de forestación como el Bosque del Rincón de la Victoria, donde se desarrolló la toma de agua que abastece a la ciudad hasta hoy. Participó como vicepresidente de los Defensores de los Recursos Naturales Renovables de Tarija desde 1930.
- Participación institucional: Fue tesorero de Sanidad Militar (1932), presidente de la Unión Obrera de Socorros Mutuos, y socio fundador del Club de Leones de Tarija (1949).

Además de sus aportes materiales, renunció públicamente a sus haberes municipales en 1936 y 1937 para destinarlos a obras públicas como las portadas de hierro del Cementerio General, en un gesto que expresaba su compromiso con la administración pública.
Isaac Attie recibió diversas condecoraciones, entre ellas la “Orden del Cóndor de los Andes” en grado de Comendador (1952), la medalla de oro del gobierno de Francia, del Club Social de Tarija y del Club Árabe. En su memoria, su casa fue declarada patrimonio cultural de la ciudad, su tumba se halla señalizada como sitio de interés histórico en el Cementerio General y se erigió un monumento en su honor en el parque Tobogán Oscar Zamora.
Su figura sigue siendo recordada por su enfoque en la modernización urbana, su impulso a la educación, su trabajo comunitario y su visión medioambiental, aspectos que marcaron un periodo importante en la historia del municipio de Tarija.